# Phyllagathis
Phyllagathis es un género  de plantas fanerógamas pertenecientes a la familia Melastomataceae. Comprende 47 especies descritas y de estas, solo 25 aceptadas.

## Taxonomía
El género fue descrito por Carl Ludwig Blume y publicado en Flora 14: 507. 1831.

## Especies seleccionadas
A continuación se brinda un listado de las especies del género Phyllagathis aceptadas hasta mayo de 2014, ordenadas alfabéticamente. Para cada una se indica el nombre binomial seguido del autor, abreviado según las convenciones y usos:
- Phyllagathis asarifolia C. Chen
- Phyllagathis cavaleriei (H. Lév. & Vaniot) Guillaumin	A
- Phyllagathis cymigera C. Chen
- Phyllagathis deltoidea C. Chen
- Phyllagathis elattandra Diels